# Catherine Tanvier
Catherine Tanvier (Tolosa, 28 maggio 1965) è un'ex tennista e scrittrice francese.

## Carriera
In carriera ha vinto 1 titolo in singolare e 9 titoli di doppio. Nei tornei del Grande Slam ha ottenuto il suo miglior risultato all'Open di Francia raggiungendo le semifinali di doppio nel 1983 e di doppio misto nel 1985.
In Fed Cup ha disputato un totale di 17 partite, vincendone 10 e perdendone 7.

## Altre attività
Dopo il ritiro si è dedicata alla scrittura, pubblicando alcuni libri tra cui un romanzo e un'autobiografia.
Nel 2010 Jean-Luc Godard l'ha scelta come attrice protagonista del suo Film socialisme.

## Statistiche

### Singolare

#### Vittorie (1)
| Numero | Anno | Torneo                  | Superficie  | Avversaria in finale | Punteggio |
| 1.     | 1983 | Freiburg Open, Friburgo | Terra rossa | Laura Gildemeister   | 6–4, 7–5  |

### Doppio

#### Vittorie (9)
| Numero | Anno | Torneo                                    | Superficie  | Compagna          | Avversarie in finale                | Punteggio     |
| 1.     | 1982 | WTA Monte Carlo, Monte Carlo              | Terra rossa | Virginia Ruzici   | Pat Medrado Cláudia Monteiro        | 7-6, 6-2      |
| 2.     | 1982 | US Clay Court Championships, Indianapolis | Terra rossa | Ivanna Madruga    | JoAnne Russell Virginia Ruzici      | 7–5, 7–6      |
| 3.     | 1985 | Hilversum Trophy, Hilversum               | Sintetico   | Marcella Mesker   | Sandra Cecchini Sabrina Goleš       | 6–2, 6–2      |
| 4.     | 1986 | Barcelona Ladies Open, Barcellona         | Terra rossa | Iva Budařová      | Petra Huber Petra Keppeler          | 6–2, 6–1      |
| 5.     | 1988 | WTA Nice Open, Nizza                      | Terra rossa | Catherine Suire   | Isabelle Demongeot Nathalie Tauziat | 6–4, 4–6, 6–2 |
| 6.     | 1988 | WTA Aix-en-Provence Open, Aix-en-Provence | Terra rossa | Nathalie Herreman | Sandra Cecchini Arantxa Sánchez     | 6–4, 7–5      |
| 7.     | 1989 | WTA Bayonne, Bayonne                      | Cemento     | Manon Bollegraf   | Raffaella Reggi Elna Reinach        | 7–6, 7–5      |
| 8.     | 1990 | WTA Bayonne, Bayonne                      | Sintetico   | Louise Field      | Jo-Anne Faull Rachel McQuillan      | 7–6, 6–7, 7–6 |
| 9.     | 1992 | Cesena Championship, Cesena               | Sintetico   | Catherine Suire   | Sabine Appelmans Raffaella Reggi    | WALKOVER      |

## Opere letterarie
- 2007 : Déclassée, de Roland-Garros au RMI, éditions du Panama ISBN 2755702346
- 2008 : Le Tour de ma vie, éditions du Panama ISBN 2755703369
- 2013 : Détraquements, de la colère à la torpeur, Michalon éditions ISBN 2841866874
- 2017 : Je lâche mes coups : Comment le tennis a perdu son âme, Éditions Solar ISBN 2263151680